# Mark Murphy
Mark Murphy (Fulton, Nueva York, 14 de marzo de 1932-Englewood, Nueva Jersey, 22 de octubre de 2015) fue un cantante estadounidense de jazz.

## Biografía
Nacido en una familia de tradición musical (sus dos padres cantaban), la infancia de Murphy transcurrió en Siracusa, Nueva York, donde aprendió desde muy joven a tocar el piano y donde comenzó sus estudios de canto y teatro. Antes de dirigirse a la ciudad de Nueva York, en 1954, ya había efectuado una gira por Canadá con un trío de jazz, y tras algunas apariciones en televisión consigue un contrato con Decca Records, sello que edita su álbum debut en 1956, con el título Meet Mark Murphy. En 1959 se pasa a Capitol, un sello cuyos ejecutivos solían presionar a sus artistas en una dirección determinada, pero a pesar de ello Murphy consigue establecerse con sello propio en el panorama de vocalistas gracias a un estilo distintivo en el que la técnica de scat jugaba un papel fundamental. A pesar de ello Murphy no consigue el éxito que los responsables del sello esperaban, y en 1961 acaba firmando con Riverside, sello bajo el que aparece su álbum Rah! (1961) y  su That's How I Love the Blues, un álbum en el que figuraban grandes estrellas como Clark Terry, Snooky Young, Al Cohn, Bill Evans, o Blue Mitchell.
A mediados de la década de 1960 Murphy comienza a viajar a Europa, donde su música parece tener mejor aceptación. Allí efectúa diversas grabaciones en sellos británicos como Fontana Records o Immediate Records, además de colaborar con la Clarke-Boland Big Band en su Midnight Mood (1967) y efectuar numerosas apariciones en diversas salas de conciertos, lo que le permiten establecerse entre los mayores nombres del Viejo Continente. Cuando regresa a Estados Unidos a principios de la década de 1970 lo hace ya convertido en una de las figuras más importantes del jazz vocal de su época.
Con una serie de colaboraciones y álbumes con Muse Records en la década de 1970, Murphy se sitúa a mediados de la década como uno de los pocos cantantes masculinos de jazz de cierta importancia, capaces de hacer sombra a viejas glorias como Frank Sinatra o Mel Tormé. Desde entonces, Murphy continúa sin interrupciones dignas de mención una carrera discográfica que le lleva a editar en 2007 Love Is What Stays, su último trabajo hasta la fecha.

## Estilo y valorización
Habiendo consagrado la práctica totalidad de su carrera a la interpretación de standards, un área en el que ha sobresalido por su reinterpretación radical de temas famosos, Mark Murphy parecía el único cantante de jazz masculino de interés durante las décadas de 1970 y 1980, una época marcada por la crisis de la corriente mainstream. A pesar de las presiones de los productores, Murphy supo distanciarse de la música comercial para centrar su obra en la profundización de los elementos que desde siempre habían atraído su interés: la obra de Jack Kerouac, la música de Brasil, la interpretación de standards, la técnica vocalese o el hard bop. Su voz, de orientación cool, presenta similitudes con la de Mel Tormé, si bien Murphy siempre ha citado entre sus cantantes favoritos a cantantes blancas como Lee Wiley o Peggy Lee. Dotado de un amplio registro, Murphy es capaz de ir desde notas en falsetto que lo acercan a los registros tímbricos de una trompeta, hasta bajar a las notas graves de un saxofón barítono. En el plano artístico, Murphy ha pasado a la historia del jazz por su deconstrucciones vocales de standards que han sido comparados a las pinturas del expresionismo abstracto. Sus cualidades técnicas y artísticas hacen de él uno de los vocalistas más importantes de la historia del jazz.

## Fallecimiento
El legedario cantantes de jazz, Mark Murphy falleció a los 83 años tras una larga y penosa enfermedad que padecía desde el año 2012 en Lillian Booth Actors Home en Englewood informó su mánager Jean-Pierre Leduc.

## Legado
- Murphy estuvo residiendo en Syracuse, Nueva York, donde fue descubierto en una sesión improvisada por Sammy Davis Jr., en 1953.
- Estuvo nominado en seis ocasiones para el Grammy Award, cuando cantó con un amplio rango de técnicas de vocalización y con palabras habladas.
- Tuvo más de 40 discos grabados desde que hizo su debut en 1956 con el álbum "Meet Mark Murphy"
- Trabajó como actor en Londres en la década de los 60'2 antes de regresar a los Estados Unidos, donde sus grabaciones fueron altamente aclamadas para el sello Musel en donde se incluían tributos a Jack Kerouac y Nat "King" Cole.

## Discografía
- 1956  Meet Mark Murphy (Decca)
- 1957  Let Yourself Go (Decca)
- 1959  This Could Be the Start of Something Big (Capitol)
- 1960  Mark Murphy's Hip Parade (Capitol)
- 1960  Playing the Field (Capitol)
- 1961  Rah! (Riverside Records)
- 1962  That's How I Love the Blues (Riverside)
- 1965  Swingin' Singin' Affair (Fontana)
- 1966  Who Can I Turn To (Immediate)
- 1970  Midnight Mood (Saba)
- 1973  Bridging a Gap (Muse)
- 1975  Mark 2 (Muse)
- 1975  Mark Murphy Sings (Muse)
- 1977  Mark Murphy Sings Mostly Dorothy Fields & Cy Coleman (Audiophile)
- 1978  Stolen Moments (Muse)
- 1979  Satisfaction Guaranteed (Muse)
- 1981  Bop for Kerouac (Muse)
- 1982  The Artistry of Mark Murphy (Muse)
- 1983  Brazil Song (Cancões Do Brazil) (Muse)
- 1983  Mark Murphy Sings the Nat King Cole Songbook (Muse)
- 1984  Living Room (Muse)
- 1985  Beauty and the Beast (Muse)
- 1986  Kerouac Then and Now (Muse)
- 1987  September Ballads (Milestone)
- 1990  What a Way to Go (Muse)
- 1991  I'll Close My Eyes (Muse)
- 1991  Night Mood (Milestone)
- 1996  North Sea Jazz Sessions, Vol. 5 (Jazz World)
- 1997  Song for the Geese (RCA)
- 2000  Some Time Ago (High Note)
- 2000  The Latin Porter (Go Jazz)
- 2001  Links (High Note)
- 2002  Lucky to Be Me (High Note)
- 2003  Memories of You (High Note)
- 2004  Bop for Miles (High Note)
- 2004  Dim the Lights (Millennium)
- 2005  Once to Every Heart (Verve Records|Verve)
- 2007  Love Is What Stays (Verve)